# Горшечне
Горшечне (рос. Горшечное) — робітниче селище в Горшеченському районі Курської області Російської Федерації.
Населення становить 5106 осіб. Входить до складу муніципального утворення селище Горшечне.

## Історія
Населений пункт розташований на території українського етнічного та культурного краю Східна Слобожанщина.
Від 2004 року входить до складу муніципального утворення селище Горшечне.

## Населення
| 1939  | 1959  | 1970  | 1979  | 1989  | 2002  | 2009  |
| ----- | ----- | ----- | ----- | ----- | ----- | ----- |
| 3615  | ↗3662 | ↗6025 | ↗6754 | ↗6863 | ↗6915 | ↘6284 |
| 2010  | 2012  | 2013  | 2014  | 2015  | 2016  | 2017  |
| ↘6137 | ↘5974 | ↘5836 | ↘5752 | ↘5691 | ↘5557 | ↘5497 |
| 2018  | 2019  | 2020  | 2021  |       |       |       |
| ↘5404 | ↘5295 | ↘5253 | ↘5106 |       |       |       |